# 布袋の大仏
座標: 北緯35度19分28.2秒 東経136度52分20.9秒 / 北緯35.324500度 東経136.872472度

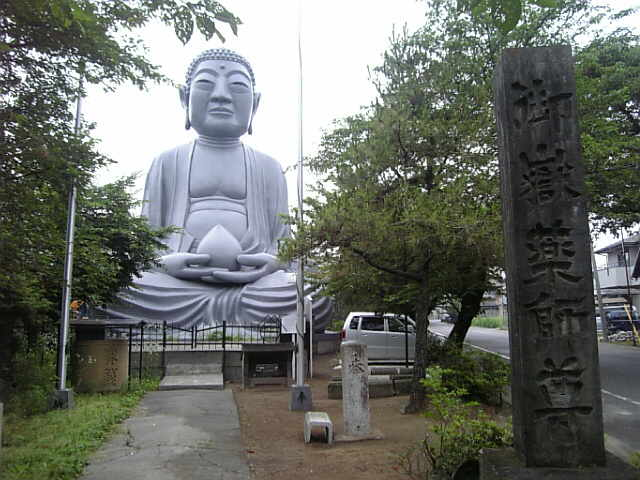
布袋の大仏

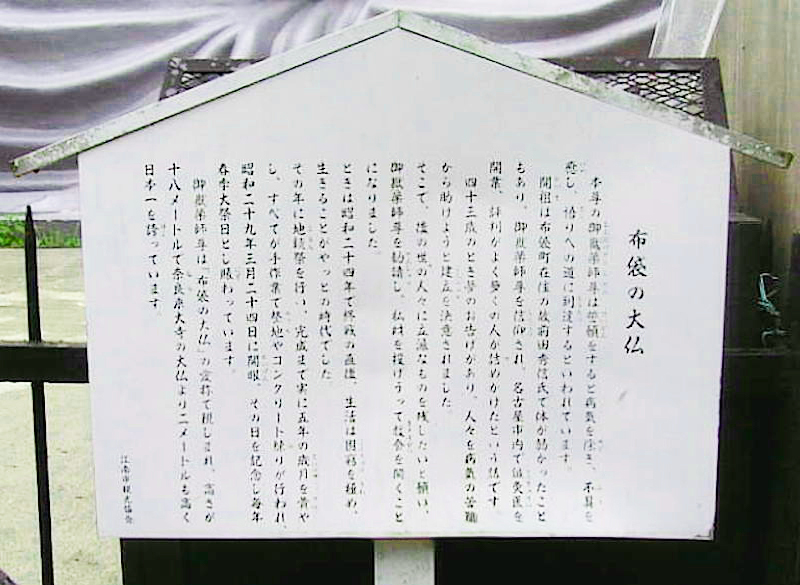
案内板

布袋の大仏（ほていのだいぶつ）は、愛知県江南市木賀町大門にあるコンクリート製の住居一体型薬師如来坐像である。高さ18メートル。

## 概要
1949年（昭和24年）、当時愛知県名古屋市できゅう師を営んでいた前田秀信（当時43歳）が、夢告により大仏造立を決断、独力で造像を進め、5年後の1954年（昭和29年）に完成した。像は高さは18m、コンクリート製の露坐である。像高は「奈良の大仏」として知られる奈良・東大寺大仏殿の本尊像よりも2メートルほど大きく、個人所有のものとしては最大級の仏像である。参道入口の石標は「御嶽薬師尊」で、木曽御嶽山信仰をもとに造立されたものである。
なお、大仏の後ろには「大佛治療院」という治療院が併設営業し、大仏と建物は完全に一体となり人が住んでいる。現在は周辺に住宅が立ち並び大仏のみが目立つが、建立当時は周り全てが田畑で遠くからでも住居一体型の大仏という異様な光景が際立っていた。
この大仏が有名になる以前は「布袋の大仏」といえば布袋町南の木造阿弥陀如来坐像のことを指していた。近年、テレビ番組等で取り上げられるにつれこちらを指すようになった。正確には布袋町ではなく木賀町にある。

## 観光地として

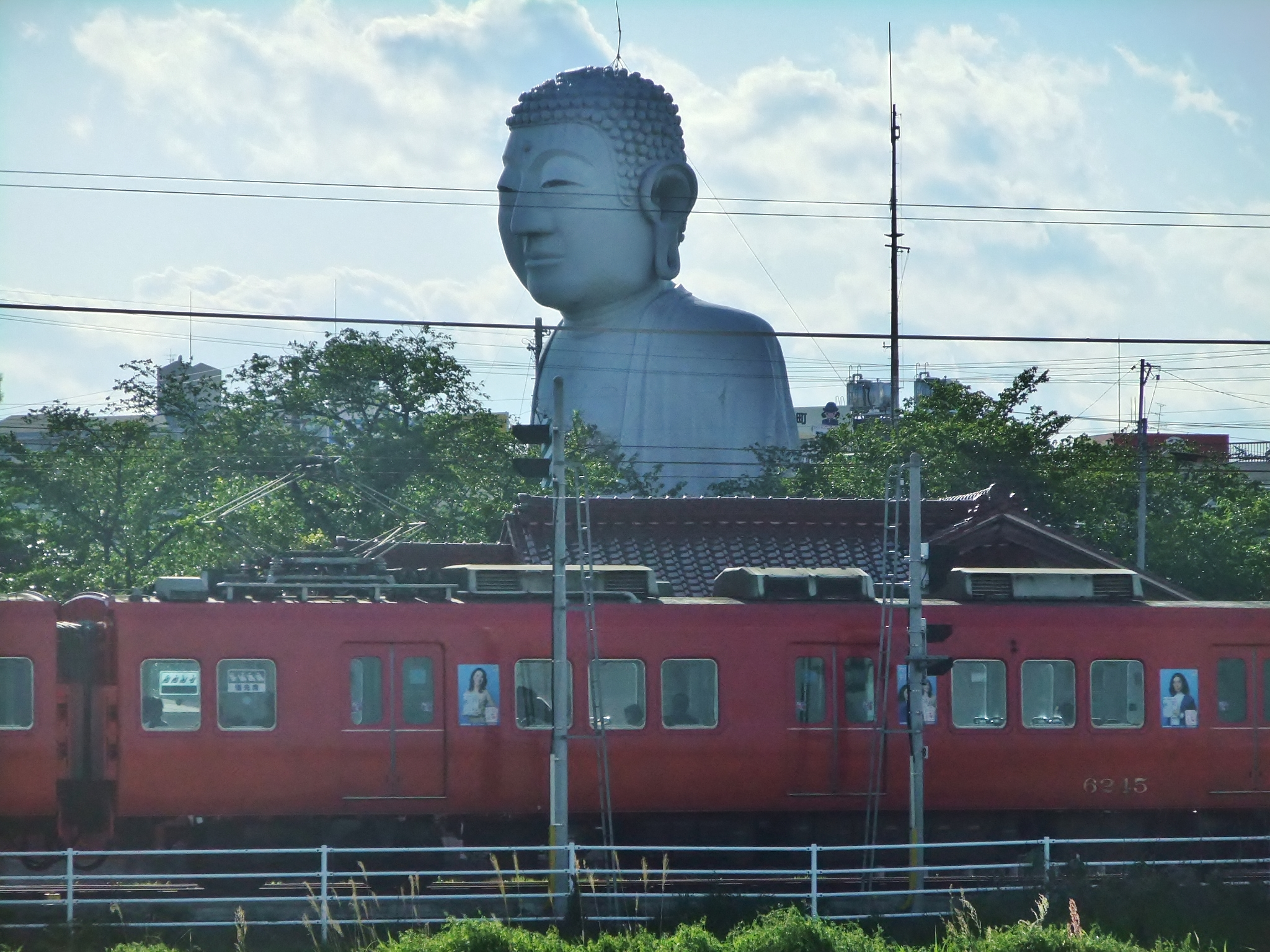
大仏と名鉄犬山線

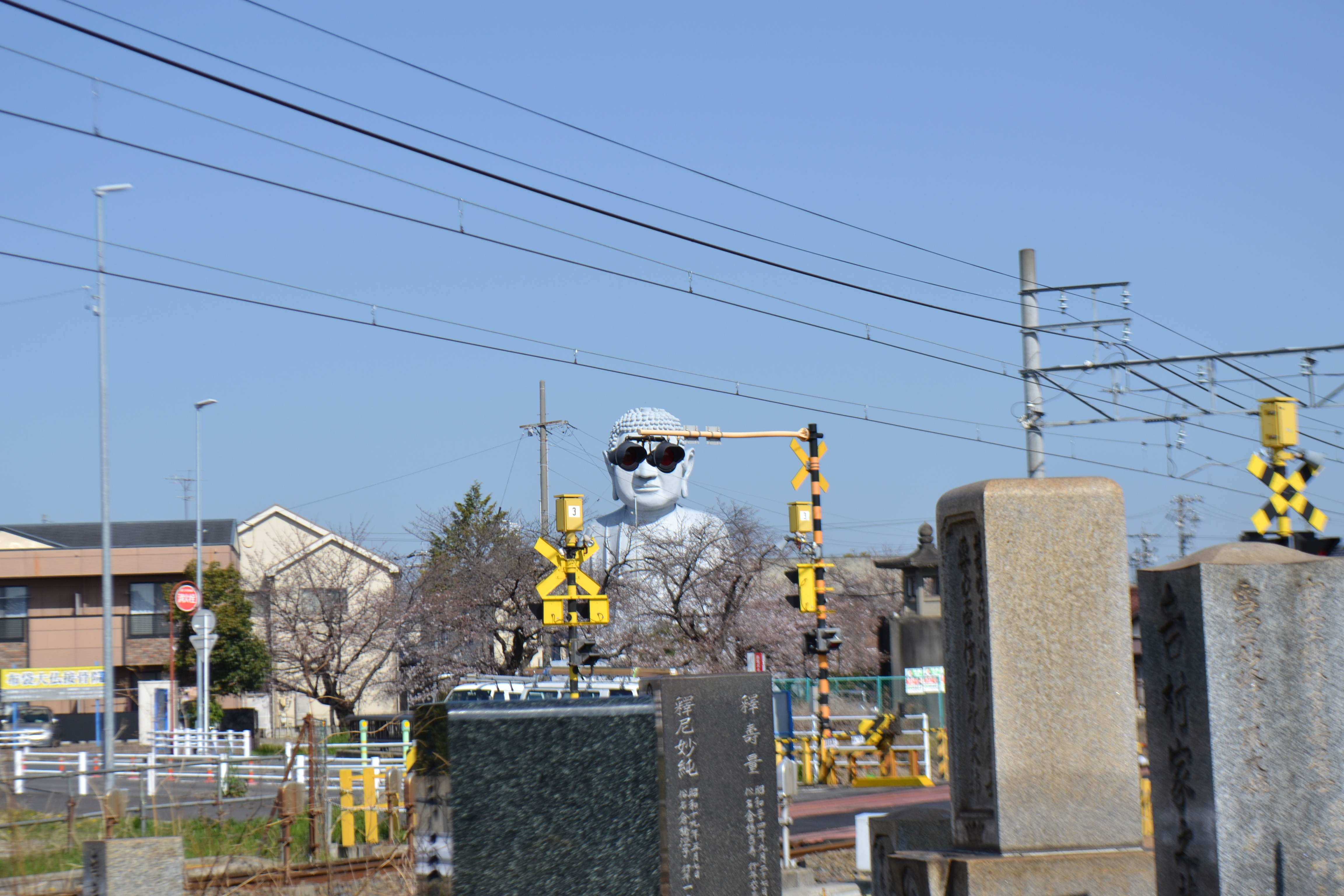
布袋3号踏切の警報機と大仏の目元が重なった「サングラス大仏」

周辺にはサクラが植樹され、春になるとライトアップが行われる場合があり見物客が来ることもある。名鉄犬山線 布袋駅 - 江南駅間で、列車の車内からも西側に眺めることができ、大仏の反対側から、列車と大仏を絡めた鉄道写真が撮られることも多い。
また、同駅間にある踏切（布袋3号踏切）の踏切警報機と大仏の目元が重なってサングラスを着用しているように見えることがインターネット上で話題となり、テレビ番組の「江南市特集」や「奇妙な光景特集」などでも珍スポット的に取り上げられることがあり、「サングラス大仏」という通称でも親しまれている。

## 交通アクセス
- 名鉄犬山線の布袋駅で下車し、線路沿いに北へ約500m（徒歩で約15分程度）の所にある。